# Gaertneriomyces
Gaertneriomyces är ett släkte av svampar. Gaertneriomyces ingår i familjen Spizellomycetaceae, ordningen Spizellomycetales, klassen Chytridiomycetes, divisionen pisksvampar och riket svampar.
|                 | Rhizophlyctis |
|                 | |
|                 | Karlingia |
|                 | |
| Gaertneriomyces | \| \| Gaertneriomyces tenuis \| \| \| \| \| \| Gaertneriomyces semiglobifer \| \| \| \| \| \| Gaertneriomyces spectabile \| \| \| \| |
|                 | \| \| Gaertneriomyces tenuis \| \| \| \| \| \| Gaertneriomyces semiglobifer \| \| \| \| \| \| Gaertneriomyces spectabile \| \| \| \| |
|                 | Powellomyces |
|                 | |
|                 | Spizellomyces |
|                 | |
|                 | Kochiomyces |
|                 | |
|                 | Gaertneriomyces tenuis |
|                 | |
|                 | Gaertneriomyces semiglobifer |
|                 | |
|                 | Gaertneriomyces spectabile |
|                 | |

|  | Gaertneriomyces tenuis       |
|  |                              |
|  | Gaertneriomyces semiglobifer |
|  |                              |
|  | Gaertneriomyces spectabile   |
|  |                              |